# Otto Karl Berg
Pour les articles homonymes, voir Berg et Otto Berg.
Otto Karl Berg est un botaniste et un pharmacologiste prussien, né le 18 août 1815 à Stettin en Prusse et mort le 20 novembre 1866 à Berlin.

## Biographie
Il est le fils de Johann Friedrich Berg et de Wilhelmine Friederike née Haase. Il fait ses études à Berlin et se marie en 1848,avec Caroline Albertine Florentine Witthaus, union dont il aura six enfants.
Il rejoint la faculté de botanique et de pharmacologie de l’université de Berlin en 1849. En 1862, il est nommé professeur associé. Il contribue à faire de la pharmacologie une discipline à part entière. Il se spécialise également sur la flore sud-américaine.

## Œuvres
- Handbuch der Pharmazeutischen Botanik (1845).
- Charakteristik der für die Arzneikunde und Technik wichtigsten Pflanzengenera in Illustrationen nebst erläuterndem Text (1848).
- Avec Carl Friedrich Schmidt (1811-1890) Darstellung und Beschreibung sämtlicher in den Pharmacopoea Borussica aufgeführten offizinellen Gewächse (1853).
- Revision Myrtacearum Americae hucusque cognitarum (1855).
- Flora Brasiliensis Myrtographia... (1855).
- Pharmazeutische Warenkunde (1863).
- Anatomischer Atlas zur pharmazeutischen Warenkunde (1865).
- Die Chinarinden der pharmakognostischen Sammlung (1865).